# Syllepte incomptalis
Syllepte incomptalis là một loài bướm đêm trong họ Crambidae.